# Döbern
Döbern, in lusaziano Derbno, è una città di 3 118 abitanti del Brandeburgo, in Germania.
Appartiene al circondario della Sprea-Neiße ed è capoluogo dell'Amt Döbern-Land.

## Società

### Evoluzione demografica
| Anno | Abitanti |
| ---- | -------- |
| 1875 | 765      |
| 1890 | 1 068    |
| 1910 | 4 135    |
| 1925 | 4 168    |
| 1933 | 4 587    |
| 1939 | 4 632    |
| 1946 | 4 334    |
| 1950 | 4 856    |
| 1964 | 5 009    |
| 1971 | 5 150    |

| Anno | Abitanti |
| ---- | -------- |
| 1981 | 5 072    |
| 1985 | 4 883    |
| 1989 | 4 732    |
| 1990 | 4 672    |
| 1991 | 4 593    |
| 1992 | 4 515    |
| 1993 | 4 433    |
| 1994 | 4 389    |
| 1995 | 4 322    |
| 1996 | 4 259    |

| Anno | Abitanti |
| ---- | -------- |
| 1997 | 4 224    |
| 1998 | 4 186    |
| 1999 | 4 171    |
| 2000 | 4 118    |
| 2001 | 4 053    |
| 2002 | 4 047    |
| 2003 | 4 027    |
| 2004 | 3 983    |
| 2005 | 3 895    |
| 2006 | 3 851    |

| Anno | Abitanti |
| ---- | -------- |
| 2007 | 3 786    |
| 2008 | 3 696    |
| 2009 | 3 642    |
| 2010 | 3 618    |
| 2011 | 3 501    |
| 2012 | 3 399    |
| 2013 |          |

Fonti dei dati sono nel dettaglio nelle Wikimedia Commons..